# Atecoxco
Atecoxco är en ort i Mexiko.   Den ligger i kommunen Aquixtla och delstaten Puebla, i den sydöstra delen av landet, 130 km öster om huvudstaden Mexico City. Atecoxco ligger 2 407 meter över havet och antalet invånare är 393.
Terrängen runt Atecoxco är lite bergig. Runt Atecoxco är det ganska tätbefolkat, med 54 invånare per kvadratkilometer. Närmaste större samhälle är Zacatlán, 19,0 km norr om Atecoxco. I omgivningarna runt Atecoxco växer i huvudsak blandskog.